# Вила ди Бађо (Пистоја)
Вила ди Бађо је насеље у Италији у округу Пистоја, региону Тоскана.
Према процени из 2011. у насељу је живело 432 становника. Насеље се налази на надморској висини од 392 м.